# Кавказский узел
«Кавка́зский у́зел» — российское региональное интернет-СМИ. Освещает новости российского Северного Кавказа, включая республики Чечня, Дагестан и Ингушетия, а также в странах Южного Кавказа — Грузии, Армении, Азербайджане и в непризнанных республиках Нагорного Карабаха, Абхазии и Южной Осетии.

## История
«Кавказский узел» учреждён обществом «Мемориал» в 2001 году. В 2008 году учредителем стало ООО «МЕМО».
В соответствии с «Законом о блогерах» сайт признан организатором распространения информации и 6 июля 2015 года занесён в соответствующий реестр под номером 36-РР.
8 октября 2021 года Минюст РФ включил компанию «МЕМО», учредителя издания, в реестр СМИ — «иностранных агентов».
16 марта 2022 года сайт заблокирован Роскомнадзором по требованию Генпрокуратуры за публикации информации о вторжении России на Украину.

## Описание
«Кавказский узел» называет своей целью «обеспечение свободы доступа к правдивой и неангажированной информации о событиях на Кавказе».
Партнерами интернет-СМИ являются: Институт прав человека, Информационно-исследовательский центр «Панорама», Русская служба Би-би-си, интернет-издание «Газета.ru».
По мнению лингвиста Екатерины Сидельниковой «журналисты [„Кавказского узла“] используют нейтральную лексику, а именно рассудительно-оценочные лексемы, сохраняя тем самым толерантность».

## Награды
- В июне 2007 года награждён премией «Свободная пресса Восточной Европы» имени Герда Буцериуса за поддержку свободы слова и гражданского общества[10].
- В 2009 году награждён премией Союза журналистов России «за защиту интересов профессионального сообщества»[11].
- В марте 2012 году главному редактору Григорию Шведову вручили «Медаль гёзов» за деятельность по преодолению информационных барьеров и распространению информации о правах человека[12][13][14].